# Stenstrup (Helsingør Kommune)
 For alternative betydninger, se Stenstrup. (Se også artikler, som begynder med Stenstrup)
Stenstrup er en mindre by i Nordsjælland med 1.144 indbyggere i byområdet (2012). Stenstrup er beliggende i Hornbæk Sogn nær Øresund to kilometer øst for Hornbæk, seks kilometer vest for Hellebæk og 11 kilometer nordvest for Helsingør. Byen ligger i Helsingør Kommune, som er beliggende i Region Hovedstaden.
Den tidligere landsby Saunte udgør nu den sydlige bydel af Stenstrup.

## Historie
Stenstrup går formentlig tilbage til middelalderen. Endelsen -strup viser, at der er tale om en torp, en udflytterbebyggelse.
Stenstrup talte i 1682 blot 3 gårde med 41,1 tdr dyrket land skyldsat til 13,02 tdr hartkorn.
Nogen bymæssig udvikling skete ikke før 2. verdenskrig. Landsbyens jorder beliggende syd for Hornbæk Plantage er blevet udstykket til sommerhusgrunde efter 2. verdenskrig.
I 2011 blev registreret 1.029 fastboende indbyggere.